# The Cook, the Thief, His Wife and Her Lover
The Cook, the Thief, His Wife and Her Lover is een Britse dramafilm uit 1989 onder regie van Peter Greenaway.

## Verhaal
De crimineel Albert Spica bezoekt elke avond restaurant Le Hollandais in het gezelschap van zijn echtgenote Georgina en zijn trawanten. Wanneer Georgina in het restaurant kennismaakt met een boekhandelaar, die in alle opzichten verschilt van haar man, valt ze meteen voor hem. Ze krijgen een intieme relatie, waarbij ze elke avond onder de neus van Albert Spica op een andere plek in het restaurant de liefde bedrijven. De kok fungeert daarbij als dekmantel. Als Albert Spica er echter achter komt, neemt hij wraak. Vervolgens neemt ook zijn vrouw wraak op haar man.

## Rolverdeling
| Acteur                 | Personage      |
| ---------------------- | -------------- |
| Richard Bohringer      | Richard Borst  |
| Michael Gambon         | Albert Spica   |
| Helen Mirren           | Georgina Spica |
| Alan Howard            | Michael        |
| Tim Roth               | Mitchel        |
| Ciarán Hinds           | Cory           |
| Gary Olsen             | Spangler       |
| Ewan Stewart           | Harris         |
| Roger Ashton-Griffiths | Turpin         |
| Alex Kingston          | Adele          |
| Ian Dury               | Terry Fitch    |
| Roger Lloyd-Pack       | Geoff          |